# Mpitolona ho an'ny Fandrosoan'i Madagasikara
Die Mpitolona ho an'ny Fandrosoan'i Madagasikara (abgekürzt MFM, zu deutsch Bewegung für den Fortschritt Madagaskars) ist eine politische Partei in Madagaskar. Den Parteivorsitz hat Manandafy Rakotonirina.

## Geschichte
Die Partei wurde am 27. Dezember 1972 als Mpitolona ho amin'ny Fanjakana ny Madinika (MFM – Partei für den) gegründet. Zu jener Zeit war es die linke Opposition zum Militärregime, welches im gleichen Jahr die Macht übernahm. Die Partei blieb während des Regimes von Ratsiraka in der Opposition und war Teil der Bewegung, welches ihn 1991 zur Machtaufgabe zwang. Die Partei unterstützte zudem Marc Ravalomanana gegen Ratsiraka in der Präsidentschaftswahl 2001 und half dabei, ihn zu überzeugen, die ersten offiziellen Ergebnisse nicht zu akzeptieren, sondern sich selbst zum Gewinner zu erklären.
Die Partei wandelte sich zu einer progressiv-liberalen Partei um und änderte ihren Namen. Sie ist nun ein Mitglied der Liberalen Internationalen, zu der sie beim Kongress in Marrakesch 2006 beitrat. Seit den Wahlen zur Madagassischen Nationalversammlung am 23. September 2007 ist diese nicht mehr im Parlament vertreten.